# Сюрье
Сю́рье (фин. Syrjä) — деревня Лебяженского городского поселения Ломоносовского района Ленинградской области.

## История
На шведской «Генеральной карте провинции Ингерманландии» 1704 года деревня обозначена как швед. Säglina.
Селение Сяглина упоминается на «Географическом чертеже Ижорской земли» Адриана Шонбека 1705 года.

СЮРЬИ — деревня принадлежит жене вдове генерала от инфантерии Раевской и сестре её девице Константиновой, число жителей по ревизии: 9 м. п., 8 ж. п. (1838 год)

На этнографической карте Санкт-Петербургской губернии П. И. Кёппена 1849 года она обозначена как деревня «Ssürji», расположенная в ареале расселения ижоры. В пояснительном тексте к этнографической карте она записана как деревня Ssürji (Сырьи) и указано количество её жителей на 1848 год: ижоры — 14 м. п., 18 ж. п., всего 32 человека, которые относились к православному Ковашскому Благовещенскому приходу.
Согласно 9-й ревизии 1850 года деревня называлась Сюрья и принадлежала помещице Софье Николаевне Раевской.

СОРЬИ — деревня фрейлин Раевских, по просёлочной дороге, число дворов — 3, число душ — 13 м. п. (1856 год)

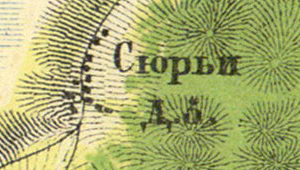
Деревня Сюрье на карте 1860 года

В 1860 году деревня называлась Сюрьи и насчитывала 3 крестьянских двора.

СЮРЬИ — деревня владельческая при колодцах, по левую сторону приморского просёлочного тракта, в 48 верстах от Петергофа, число дворов — 5, число жителей: 17 м. п., 21 ж. п. (1862 год)

В конце XIX века деревня административно относилась к Ковашевской волости 2-го стана Петергофского уезда Санкт-Петербургской губернии, в начале XX века — 3-го стана. По приходским данным население деревни было смешанным — финско-русским.
Согласно данным переписи населения СССР 1926 года в деревне Сюрье Ковашевского сельсовета Ковашевской волости Троцкого уезда проживали 74 человека — большинство ижоры, а также русские.
По данным 1933 года деревня называлась Сюрье и входила в состав Ковашевского сельсовета Ораниенбаумского района.

План деревни Сюрье. 1938 год

Согласно топографической карте 1938 года деревня насчитывала 15 дворов.
По данным 1966 и 1973 годов деревня Сюрье находилась в составе Устьинского сельсовета.
По данным 1990 года деревня Сюрье входила в состав Шепелёвского сельсовета Ломоносовского района.
В 1997, 2002 и 2007 годах в деревне не было постоянного населения.

## География
Деревня расположена в северо-западной части района близ автодороги 41К-137 (Форт Красная Горка — Сосновый Бор).
Расстояние до административного центра поселения — 12 км.
Расстояние до ближайшей железнодорожной платформы Коваши — 12 км.
Сюрье находится к северу от деревни Коваши на границе с Сюрьевским болотом (отсюда название).

## Демография
| 1862 | 1997 | 2002 | 2007 | 2010 | 2017 |
| ---- | ---- | ---- | ---- | ---- | ---- |
| 38   | ↘0   | →0   | →0   | →0   | ↗3   |